# (22527) Gawlik
(22527) Gawlik (1998 FG20) – planetoida z pasa głównego asteroid okrążająca Słońce w ciągu 3,55 lat w średniej odległości 2,33 j.a. Odkryta 20 marca 1998 roku.